# Lutych–Bastogne–Lutych 2018
104. ročník jednodenního cyklistického závodu Lutych–Bastogne–Lutych se konal 22. dubna 2018. Vítězem se stal Lucemburčan Bob Jungels z týmu Quick-Step Floors. Na druhém a třetím místě se umístili Kanaďan Michael Woods (EF Education First–Drapac p/b Cannondale a Francouz Romain Bardet (AG2R La Mondiale).
Vítěz závodu Bob Jungels zaútočil na kopci Côte de la Roche-aux-Faucons a svůj únik dotáhl až do cíle. Souboj o druhé místo vyhrál ve sprintu Michael Woods před Romainem Bardetem, jenž dojel třetí.

## Týmy
Závodu se zúčastnilo celkem 25 týmů. Všech 18 UCI WorldTeamů bylo pozváno automaticky a muselo se zúčastnit závodu. Společně se sedmi UCI ProTeamy tak utvořili startovní peloton složený z 25 týmů.
UCI WorldTeamy
- AG2R La Mondiale
- Astana
- Bahrain–Merida
- BMC Racing Team
- Bora–Hansgrohe
- Team Dimension Data
- EF Education First–Drapac p/b Cannondale
- Groupama–FDJ
- LottoNL–Jumbo
- Lotto–Soudal
- Team Katusha–Alpecin
- Mitchelton–Scott
- Movistar Team
- Quick-Step Floors
- Team Sky
- Team Sunweb
- Trek–Segafredo
- UAE Team Emirates

UCI ProTeamy
- Aqua Blue Sport
- Cofidis
- Direct Énergie
- Fortuneo–Samsic
- Sport Vlaanderen–Baloise
- Wanty–Groupe Gobert
- WB Aqua Protect Veranclassic

## Výsledky
| Pořadí | Jezdec                   | Tým                                      | Čas        |
| ------ | ------------------------ | ---------------------------------------- | ---------- |
| 1      | Bob Jungels (LUX)        | Quick-Step Floors                        | 6h 37' 37" |
| 2      | Michael Woods (CAN)      | EF Education First–Drapac p/b Cannondale | + 37"      |
| 3      | Romain Bardet (FRA)      | AG2R La Mondiale                         | + 37"      |
| 4      | Julian Alaphilippe (FRA) | Quick-Step Floors                        | + 39"      |
| 5      | Domenico Pozzovivo (ITA) | Bahrain–Merida                           | + 39"      |
| 6      | Enrico Gasparotto (ITA)  | Bahrain–Merida                           | + 39"      |
| 7      | Davide Formolo (ITA)     | Bora–Hansgrohe                           | + 39"      |
| 8      | Roman Kreuziger (CZE)    | Mitchelton–Scott                         | + 39"      |
| 9      | Sergio Henao (COL)       | Team Sky                                 | + 39"      |
| 10     | Jakob Fuglsang (DEN)     | Astana                                   | + 39"      |